# NGC 618
NGC 618 je galaksija u zviježđu Trokut.

## Vanjske poveznice
- SEDS: NGC 0618